# Boulder (Wyoming)
Boulder – jednostka osadnicza w Stanach Zjednoczonych, w stanie Wyoming, w hrabstwie Sublette.